# Gropecunt Lane

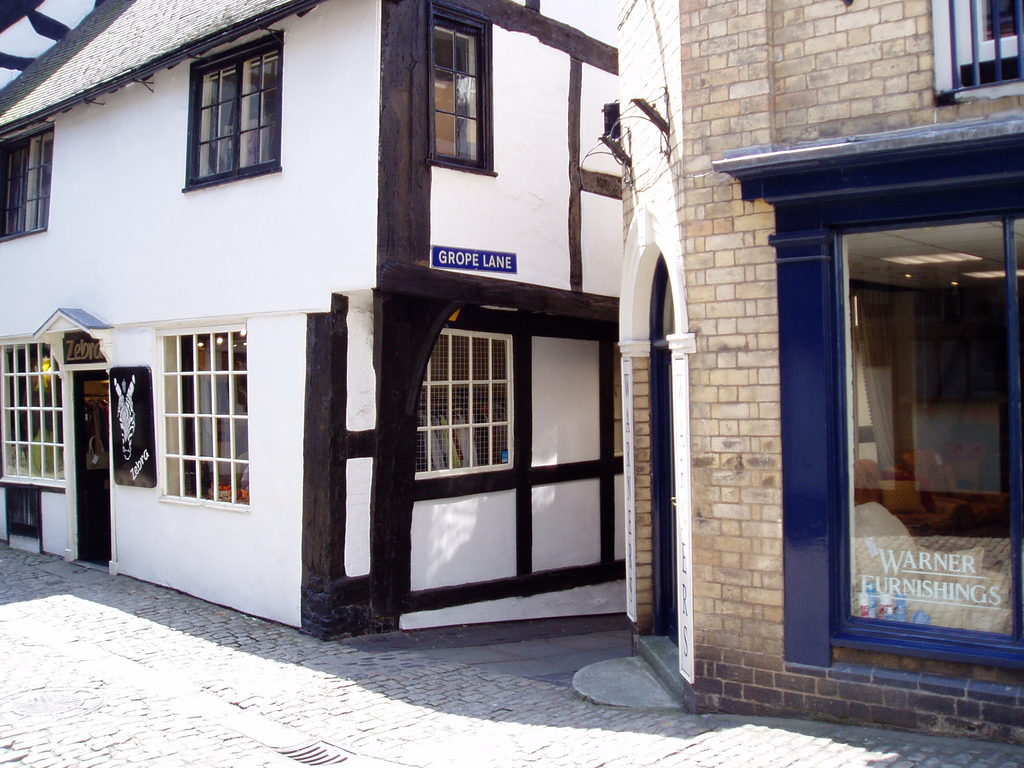
Grope Lane in Shrewsbury

Gropecunt Lane  is een (voormalige) historische straatnaam in veel Engelse steden en stadjes tijdens de Middeleeuwen, waarvan wordt verondersteld dat deze samenhangt met een concentratie van prostitutie.
In Middeleeuwse straatnamen was het heel gebruikelijk dat daarin een functie of een economische activiteit werd benoemd.
Een Londense stratenlijst uit 1230 vermeldt een Gropecunt Lane; dit is het vroegst bekende gebruik van "Gropecunt"; het woord is samengesteld uit de woorden "grope" (grijpen, betasten) en "cunt" (vagina). De naam verwijst dus naar de handtastelijkheden die er waarschijnlijk plaatsvonden.
In de loop van de 14e eeuw is de straatnaam Gropecunt Lane bijna overal in onbruik geraakt. Soms resteert een straatnaam, zoals Grape Lane, welke etymologisch teruggaat op de oorspronkelijke naam.